# Arden International
Arden International is een GB3 en GB4 Championship team, met als eigenaar Christian Horner. Hij begon in de Formule 3000 waar het team diverse successen behaalde met talent volle coureurs als Vitantonio Liuzzi. Het team won twee titels: 2003 (met Björn Wirdheim) en 2004 (met Liuzzi). In 2005 maakten ze de overstap naar de GP2 en werden gelijk tweede in het constructeurs kampioenschap met Heikki Kovalainen en Nicolas Lapierre, en tweede in het coureurs kampioenschap met Kovalainen. In 2006 deden ze mee met Lapierre en de nieuwkomer Michael Ammermüller (Neel Jani viel later in voor Lapierre omdat die geblesseerd raakte tijdens de race in Monaco). Het werd een slecht seizoen, het team haalde maar 57 punten in vergelijking met de 126 van het vorige seizoen. Voor het seizoen 2007 hebben ze de Braziliaan Bruno Senna (neef van Ayrton Senna) en de Zuid-Afrikaan Adrian Zaugg (A1 Team Zuid-Afrika) gecontracteerd.

## Teamgeschiedenis
2019

Coureurs: Tatiana Calderón, Anthoine Hubert

Hoofdsponsor: BWT

Eindresultaat: 

Punten:
2018

Coureurs: Maximilian Günther, Nirei Fukuzumi, Dan Ticktum

Hoofdsponsor: BWT

Eindresultaat: 14° met Günther, 17° Fukuzumi, 23° Ticktum

Punten: 58
2017

Coureurs: Norman Nato, Sean Gelael

Hoofdsponsor: Pertamina

Eindresultaat: 9° met Nato, 15° Gelael

Punten: 108
2016

Coureurs: Nabil Jeffri, Jimmy Eriksson, Emil Bernstorff

Hoofdsponsor: -

Eindresultaat: 20° met Eriksson, 22° met Jeffri, 25° met Bernstorff

Punten: 12
2015

Coureurs: André Negrão, Norman Nato

Hoofdsponsor: -

Einderesultaat: 18° met Nato, 20° met Negrão

Punten: 25
2014

Coureurs: René Binder, André Negrão, Tom Dillmann

Hoofdsponsor: -

Einderesultaat: 12° met Negrão, 19° met Dillmann, 25° met Binder

Punten: 48
2013

Coureurs: Johnny Cecotto jr., Mitch Evans

Hoofdsponsor: -

Eindresultaat: 14° met Evans, 16° met Cecotto jr.

Punten: 97
2012

Coureurs: Simon Trummer, Luiz Razia

Hoofdsponsor: -

Eindresultaat: 2° met Razia, 23° met Trummer

Punten: 226
2011

Coureurs: Josef Král, Jolyon Palmer, Simon Trummer

Hoofdsponsor: -

Eindresultaat: 15° met Král, 23° met Palmer, 44° met Trummer

Punten: 15
2010

Coureurs: Charles Pic, Rodolfo González

Hoofdsponsor: -

Eindresultaat: 10° met Pic, 21° met González

Punten: 32
2009

Coureurs: Sergio Pérez, Edoardo Mortara

Hoofdsponsor: Telmex

Eindresultaat: 12° met Pérez, 14° met Mortara

Punten: 47
2008

Coureurs: Sébastien Buemi, Yelmer Buurman, Luca Filippi

Hoofdsponsor: Trust

Eindresultaat: 6° met Buemi, 19° met Filippi, 20° Buurman

Punten: 56
2007

Coureurs: Bruno Senna, Adrian Zaugg, Filipe Albuquerque

Hoofdsponsor: Red Bull

Eindresultaat: 8° met Senna, 18° met Zaugg, 29° met Albuquerque

Punten: 44
2006

Coureurs: Nicolas Lapierre, Michael Ammermüller, Neel Jani

Hoofdsponsor: Red Bull

Eindresultaat: 9° met Lapierre, 11° met Ammermüller, 24° met Jani

Punten: 57
2005

Coureurs: Heikki Kovalainen, Nicolas Lapierre

Hoofdsponsor: Red Bull

Eindresultaat: 2° met Kovalainen, 11° met Lapierre

Punten: 126
2004

Coureurs: Vitantonio Liuzzi, Robert Doornbos

Hoofdsponsor: Red Bull

Eindresultaat: Titel met Liuzzi, 3° met Doornbos

Winst: 8

Polepositions: 9

Punten: 114
2003

Coureurs: Björn Wirdheim, Townsend Bell

Hoofdsponsor: Yacco

Eindresultaat: Titel met Wirdheim, 9° met Bell

Winst: 3

Polepositions: 5

Punten: 95
2002

Coureurs: Tomas Enge, Björn Wirdheim

Hoofdsponsor: Yacco

Eindresultaat: 3° met Enge, 4° met Wirdheim

Winst: 4

Polepositions: 5

Punten: 79
2001

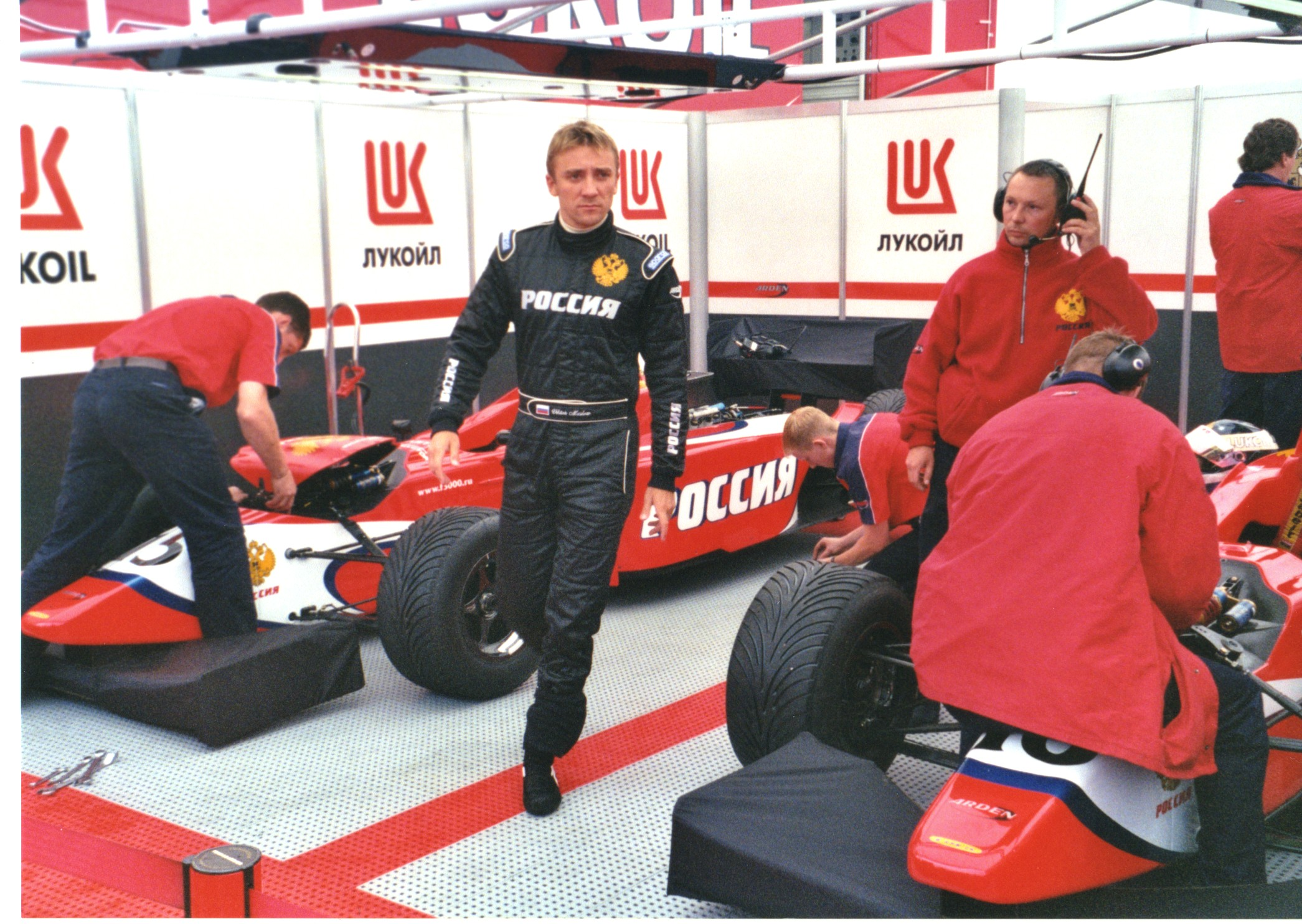
Viktor Maslov in de Arden pitbox 2001

Coureurs: Darren Manning, Viktor Maslov

Hoofdsponsor: Россия (Rusland - de facto Lukoil)

Eindresultaat: 11° met Manning, geen punten met Maslov

Winst: 0

Polepositions: 0

Punten: 9
2000

Coureurs: Darren Manning, Viktor Maslov

Hoofdsponsor: Россия (Rusland - de facto Lukoil)

Eindresultaat: 8° met Manning, geen punten met Maslov

Winst: 0

Polepositions: 1

Punten: 10
1999

Coureurs: Viktor Maslov, Marc Goossens

Hoofdsponsor: Lukoil

Eindresultaat: geen punten

Winst: 0

Polepositions: 0

Punten: 0
1998

Coureurs: Christian Horner, Kurt Mollekens

Hoofdsponsor: ?

Eindresultaat: geen punten met Horner, 6° met Mollekens

Winst: 0

Polepositions: 0

Punten: 19
1997

Coureurs: Christian Horner

Hoofdsponsor: ?

Eindresultaat: 21° met Horner

Winst: 0

Polepositions: 0

Punten: 1